# Ett vänligt ord
Ett vänligt ord è l'album di debutto della cantante svedese Paula & Co, pubblicato a febbraio 1997 su etichetta discografica Kavalkad.

## Tracce
1. Ett vänligt ord – 3:29
2. När sommarvinar styr – 3:17
3. Tro på mig – 3:04
4. Till sommaren – 4:42
5. Om jag ger dig mitt hjärta – 3:30
6. Våra minnen – 3:48
7. Mot friheten – 3:15
8. Glöm dina löften inatt – 3:32
9. Skrattar och ler – 3:00
10. Långt kvar – 3:28
11. Det finns en dag imorgon – 3:14
12. Svävar högt – 2:58

## Classifiche
| Classifica (1997) | Posizione massima |
| ----------------- | ----------------- |
| Svezia            | 41                |